# Vicente Carducho
Vicenzo Carducci (Florència, 1576 o 1578 – Madrid, 1638) conegut a Espanya com Vicente Carducho, va ser un pintor d'origen italià que va desenvolupar la seva activitat professional a Espanya, pintor de cambra de la monarquia i un dels màxims representants de l'anomenada Escola Madrilenya.

## Biografia
Encara que nascut a Florència, al Gran Ducat de la Toscana (actual Itàlia), va traslladar-se molt jove a Espanya, el 1585, amb el seu germà Bartolomé, que havia estat contractat per Felip II per a participar en la decoració pictòrica del monestir de San Lorenzo de El Escorial.. Vicente es converteix en deixeble del seu germà i esdevé membre de llur taller per aprendre l'ofici de pintor, realitzant sempre treballs per a la Corona i institucions religioses. La seva primera gran obra va ser el retaule de la Predicació de Sant Joan Baptista per a la basílica de San Francisco el Grande de Madrid, de concepció molt atrevida per l'època.
El 1602 figura com a pintor de la cort quan aquesta estava a Valladolid durant el regnat de Felip III, pintant al servei del rei i del valido duc de Lerma. Tres anys més tard, i establerta la cort definitivament a Madrid, a la mort de Bartolomé el 1609, Vicente va aconseguir la posició del seu germà com a pintor de cambra i es va encarregar de la decoració de la galeria del Palau Reial d'El Pardo amb quadres que feien referència a la gestes de l'heroi mític grec Aquil·les. Com a pintor de Felip III, l'any 1618, va pintar l'altar major del monestir de Guadalupe, de l'orde dels jerònims, a Càceres. També a pintar el retaule per al convent de l'Encarnació de Madrid, entre 1613 i 1617.
L'any 1627, Felip IV convocà un concurs entre els pintors de cambra amb el tema de l'expulsió dels moriscs. Hi van concórrer Diego Velázquez, Angelo Nardi, Eugenio Cajés i el mateix Carducho. El premi el va guanyar Velázquez, si bé no s'ha conservat l'obra amb la que va guanyar; sí que es conserva en canvi l'esbós de Carducho.
Fins aquell moment Carducho havia estat la personalitat més influent de l'Escola Madrilenya i un dels pintors més reconeguts, però amb l'arribada de Velázquez entra en declivi. Tanmateix, es considera a Carducho un dels principals precursors del realisme pictòric fins a l'arribada de Velázquez. El 1633 va exposar les seves concepcions artístiques al llibre Diàleg sobre la teoria de la pintura.
A banda dels seus treballs per a la monarquia, va pintar en gran quantitat a temples i convents, destacant la sèrie de cinquanta-sis llenços de grans dimensions que va realitzar per al monestir del Paular, prop de Segòvia.

## Obres

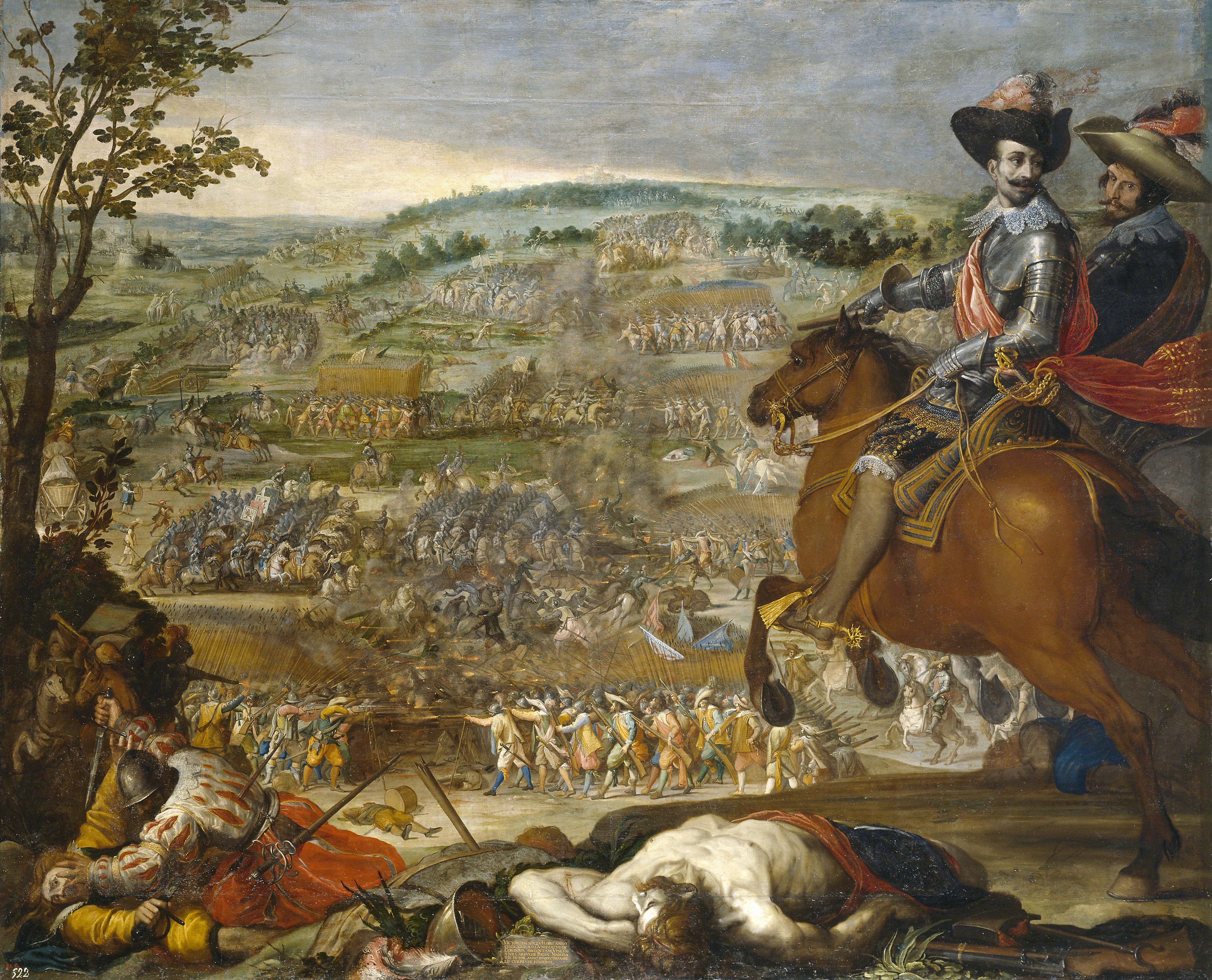
La victoria de Fleurus

A més a més de les pintures de El Paular, les principals obres de Vicente Carducho es troben actualment al Museu del Prado.
- La predicació de sant Joan Baptista.
- La visió de sant Francesc d'Assis.
- Martiri de Sant Ramon Nonat

Tres quadres de grans dimensions van ser pintats per Carducho el 1634 per al Salón de Reinos, del Palau del Buen Retiro, palau de Felip IV, on commemoren la grandesa de la monarquia hispànica, mostrant les batalles en un to de teatralitat i monumentalitat. Avui estan dipositats al Museu del Prado. Són: 
- La victòria de Fleurus, que commemora la victòria de Gonzalo Fernández de Córdoba l'any 1622, al capdavant de l'exèrcit de Felip IV sobre a les tropes protestants alemanyes a Fleurus (Bèlgica).
- La expugnación de Rheinfelden commemora l'alliberació d'aquesta ciutat suïssa per les tropes espanyoles al comandament del duc de Feria, el 1633.
- El socorro de la plaza de Constanza en record de l'aixecament del setge que el 1633 va aconseguir el duc de Feria.

També trobem dues obres de Vicente Carducho a la Biblioteca Museu Víctor Balaguer que provenen d'una sèrie monàstica de dotze escenes, realitzada pel convent de la trinitat descalça de Madrid, on es relataven els fets principals dels fundadors de les ordres. Aquestes dues obres són:
- San Juan Mata s'acomiada dels seus pares, 1634.
- Retorn de San Juan Mata amb els esclaus, 1634.